# طائر الجرس الأبيض
طائر الجرس الأبيض (Procnias albus) وهو أعلى طائر في العالم صوتًا، حيث يصدر أصواتًا تصل إلى 125.4 ديسيبل. يوجد في الغابات في غيانا، مع أعداد صغيرة في فنزويلا وولاية بارا البرازيلية، وكذلك ترينيداد وتوباغو وبنما. الذكور لديهم عظام، وهي هياكل لحمية تشبه رفرف الجلد الأحمر الذي يتدلى من حلق الديكة.

## الوصف
ينمو طائر الجرس الأبيض إلى طول حوالي 28 سم (11 بوصة). الذكر أبيض نقي مع منقار أسود به ريش أسود، وريش أبيض متفرق، يتدلى من أعلى ويتدلى على الجانبه، عادةً الجانب الأيمن؛ الأنثى ذات لون زيتوني بشكل عام، مع خطوط زيتونية على الأجزاء السفلية المصفرة، وتشبه طيور الجرس الأخرى.

### سبب الصوت القوي
- كشف فحص التشريح الداخلي لطائر الجرس الأبيض في عام 2017 عن عضلات بطن متطورة للغاية بسبب ستة عضلات بطن كما يصفها المؤلفون. دفعهم هذا إلى التحقيق فيما إذا كانت هذه الميزة تلعب دورًا في أصواته الصاخبة الشهيرة، والتي تم تسجيلها عندما كانت الأصوات غير العادية.[5]
- لديه القدرة على فتح منقاره أوسع من 90 درجة، ما يساعده على إصدار صوت ذي ترددات عالية جداً.[6]

## أعداده
على الرغم من أن طائر الجرس الأبيض طائر غير شائع، إلا أن إجمالي تعداده يُقدَّر بأنه كبير. قد يكون تعداده في انخفاض طفيف بسبب إزالة الغابات، ولكن ليس بمعدل سريع بما يكفي لاعتباره مهددًا.